# Nematomenia
Nematomenia is een geslacht van wormmollusken uit de  familie van de Dondersiidae.

## Soorten
- Nematomenia arctica Thiele, 1913
- Nematomenia banyulensis (Pruvot, 1890)
- Nematomenia corallophila (Kowalevsky, 1881)
- Nematomenia flavens (Pruvot, 1890)
- Nematomenia glacialis Thiele, 1913
- Nematomenia incirrata Salvini-Plawen, 1978
- Nematomenia platypoda (Heath, 1911)
- Nematomenia protecta Thiele, 1913
- Nematomenia ptyalosa Salvini-Plawen, 1978
- Nematomenia squamosa Thiele, 1913
- Nematomenia tegulata Salvini-Plawen, 1978